# Cantón de Estrées-Saint-Denis
El cantón de Estrées-Saint-Denis es una división administrativa francesa, situada en el departamento de Oise y la región de Picardía.
Desde 2001, su consejero general es Marcel Fouet, alcalde de Chevrières.

## Geografía
Este cantón se organiza alrededor de Estrées-Saint-Denis, en el distrito de Compiègne. Su altitud varía de 28 m (Houdancourt) a 131 m (Grandfresnoy), teniendo una altitud media de 64 m.

## Composición
El cantón de Estrées-Saint-Denis agrupa 15 comunas y cuenta con 14 907 habitantes (según el censo de 1999).
| Comunas               | hab.  | código postal | código INSEE |
| --------------------- | ----- | ------------- | ------------ |
| Arsy                  | 898   | 60190         | 60024        |
| Canly                 | 683   | 60680         | 60125        |
| Chevrières            | 1 632 | 60710         | 60149        |
| Estrées-Saint-Denis   | 3 542 | 60190         | 60223        |
| Le Fayel              | 213   | 60680         | 60229        |
| Francières            | 476   | 60190         | 60254        |
| Grandfresnoy          | 1 502 | 60680         | 60284        |
| Hémévillers           | 388   | 60190         | 60308        |
| Houdancourt           | 529   | 60710         | 60318        |
| Lachelle              | 561   | 60190         | 60337        |
| Longueil-Sainte-Marie | 1 445 | 60126         | 60369        |
| Montmartin            | 229   | 60190         | 60424        |
| Moyvillers            | 498   | 60190         | 60441        |
| Remy                  | 1 852 | 60190         | 60531        |
| Rivecourt             | 459   | 60126         | 60540        |

## Demografía
| 8,792 | 9,289 | 10,689 | 12,439 | 14,040 | 14,907 |
| Para los censos de 1962 a 1999 la población legal corresponde a la población sin duplicidades (Fuente: INSEE [Consultar]) |       |        |        |        |        |